# شريف أباد (صحرا بردسكن)
شریف أباد (بالفارسية: شریف‌آباد) هي قرية تقع في إيران في قسم صحرا الريفي. يقدر عدد سكانها بـ 47 نسمة .